# ويلفريدو فاسكيز جونيور
ويلفريدو فاسكيز جونيور مواليد 18 يونيو 1984 في بايامون، هو ملاكم محترف بورتوريكي يصنف ضمن فئة وزن الريشة. حقق بطولة منظمة الملاكمة العالمية.

## إحصائيات
خاض خلال مسيرته 32 نزالا، فاز في 24 وتعادل في 1 وخسر في 7. فاز بالضربة القاضية في 19 نزالا.

## روابط خارجية
- ويلفريدو فاسكيز جونيور على موقع بوكس ريك (الإنجليزية) (registration required)